# Geni specifici di Homo sapiens
Questo è un breve elenco e descrizione dei geni specifici della specie Homo sapiens, ossia dei geni che ci rendono umani, differenziandoci dagli altri Primati (che comunque presentano la stazione eretta, hanno mani rudimentali, occhi frontali e stereoscopici, manipolano oggetti, hanno un linguaggio rudimentale e presentano molte caratteristiche in comune con gli altri mammiferi). Inoltre riassume brevemente le caratteristiche e le proprietà determinate da alcuni geni specie-specifici dell'Homo sapiens, e formula alcune ipotesi riguardo al loro rapporto con lo sviluppo culturale e sociale dell'umanità.
In questa pagina si tratterà di quei geni "decisivi" che differenziano l'essere umano dalle altre scimmie antropomorfe, e che non determinano delle semplici differenze che potrebbero essere definite etniche o specifiche, nel senso di specie diverse di un unico genere (colore dei peli, abbondanza e distribuzione, pigmentazione della pelle, forma del viso e del corpo, ecc.). 
Questa voce si basa in parte sull'articolo Che cosa ci rende umani? di Katherine S. Pollard, pubblicato sulla rivista Le Scienze nel mese di agosto 2009.

## Differenze dell'1-2% tra genoma umano e genoma dello scimpanzé
Confrontando con metodi computerizzati (denominati sequenziamento del DNA) il genoma umano (Homo sapiens) con quello dello scimpanzé comune (Pan troglodytes) si constata che le due specie hanno circa il 99% del DNA in comune (su 3 miliardi di basi, soltanto 30 milioni di basi sono diverse).

### Cromosomi
I cromosomi dell'essere umano e dello scimpanzé sono molto simili. La principale differenza è che gli umani hanno un paio di cromosomi in meno rispetto alle altre grandi scimmie. Gli esseri umani, nelle loro cellule diploidi, hanno 23 paia di cromosomi, mentre gli altri primati hanno 24 paia di cromosomi (quindi 46 cromosomi nell'uomo e 48 negli altri primati). Nella linea evolutiva umana è avvenuta un'importante traslocazione robertsoniana: due cromosomi acrocentrici (con un braccio lungo e un braccio corto) ancestrali dei primati (i cromosomi 2A e 2B) si sono scambiati un braccio lungo con un braccio corto, originando un cromosoma metacentrico con bracci lunghi ( il cromosoma 2 umano) ed un cromosoma metacentrico con bracci corti (non essenziale alla sopravvivenza e che è stato poi perduto). Esistono nove altre differenze cromosomiche maggiori tra gli scimpanzé e gli umani: inversione di segmenti nei cromosomi umani 1, 4, 5, 9, 12, 15, 16, 17, e nel 18.

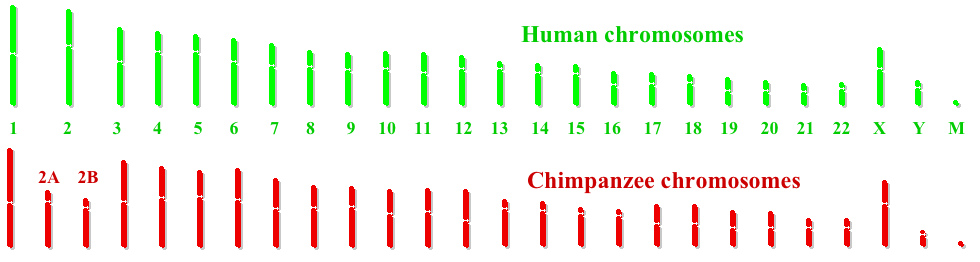
Confronto tra il genoma umano e dello scimpanzé. La sferula "M" indica il DNA mitocondriale.

### Progetto genoma dello scimpanzé
Dopo il completamento del Progetto genoma umano, venne iniziato il "Chimpanzee genome project". Nel dicembre del 2003, è stata completata un'analisi preliminare di 7600 geni condivisi tra i due genomi che hanno confermato differenze in geni importanti come il fattore di trascrizione FOXP2, coinvolto nello sviluppo del linguaggio, che sono molto differenti nella linea evolutiva umana. Anche alcuni geni coinvolti nel senso dell'udito sono stati cambiati durante l'evoluzione umana, suggerendo l'esistenza di una selezione naturale basata su comportamenti correlati al linguaggio umano. Le differenze tra un qualsiasi individuo umano rispetto allo scimpanzé comune sono stimate come pari a circa 10 volte la differenza tipica tra un qualsiasi paio di umani. Individui anche della stessa "razza" possono avere grosse differenze genetiche, tra queste possiamo elencare i gruppi sanguigni, il MHC, differenti fattori che regolano gli ormoni, come l'ormone della crescita, geni per la pigmentazione di alcune parti del corpo (iride, ecc.), altri geni della migrazione neuronale che determinano la forma del viso, geni per qualche malattia genetica, ecc.

## Presupposti
I geni sono alcune sezioni dei cromosomi che nell'1,5% dei casi codificano per particolari proteine. Alcune di queste proteine sono strutturali, altre codificano per recettori, e altre per proteine segnale (spesso ormoni o fattori di crescita o caloni), che possono determinare la maggiore, minore o nulla espressione dei geni di alcune proteine strutturali.
Il 98,5% del materiale genetico presente nei cromosomi, non codifica per alcuna proteina, ed impropriamente è stato chiamato "DNA spazzatura", anche se attualmente si conosce che alcune strutture sono introni, come operoni di regolazione, altre sono sequenze dove si attaccano gli istoni per controllare la ripiegatura della cromatina oppure siti di contatto di altre proteine basiche, ad esempio quelle che servono per la mitosi, la meiosi, ecc.
Altri geni codificano per proteine che hanno il ruolo di operoni, che rimangono nel nucleo cellulare, in adesione al genoma, e che impediscono o favoriscono l'espressione dei geni in un determinato punto del cromosoma.
Ad esempio nei globuli rossi si determina la produzione dell'emoglobina, nella fibra muscolare altri geni determinano la produzione della mioglobina. Queste proteine non vengono espresse da altre cellule, a meno che vadano incontro a metaplasia, ossia che diventino tumorali.
Altre proteine determinano la migrazione delle cellule embrionali verso determinate parti dell'organismo. Ad esempio quelle che daranno luogo alle cellule della tiroide, originano nella parte infero-anteriore della gola e vanno ad approfondirsi formando una tasca embrionale, nota come "tasca di Ratke" che darà luogo alle cellule tiroidee, con la loro particolare struttura, che comprende la colloide e dà luogo alla fissazione dello iodio, alla produzione di tiroxina e di altri ormoni tiroidei che si osserva soltanto nella ghiandola tiroide.

## Caratteristiche comuni tra il cervello umano e quello dei primati
Una caratteristica comune tra il cervello umano e quello delle altre grosse scimmie, che li differenzia dagli altri mammiferi, è l'alta densità di neuroni per millimetro cubo, che permette un'elevata velocità di elaborazioni complesse, e un diretto e rapido incremento dell'intelligenza in relazione diretta all'aumento delle dimensioni del cervello. Questo non si verifica,ad esempio, nel cervello di una mucca, che pur avendo un cervello grosso come un pompelmo non è molto più intelligente rispetto al topo, che ha un cervello grosso come un chicco d'uva. Cervelli con grossi neuroni hanno distanze maggiori tra i neuroni, e questo rallenta la velocità di elaborazione. I cervelli con neuroni più piccoli e densi hanno una maggiore velocità di elaborazione, con un maggiore "rumore informatico", ma nei cervelli dei primati si sono evoluti sistemi di regolazione, costituiti da inter-neuroni inibitori atti alla soppressione degli effetti del "rumore".
Il cervello umano in certe strutture (gangli della base, corpo calloso, cervelletto, ipotalamo, ippocampo, lobo dell'insula) assomiglia molto a quello del macaco. Ma rispetto a quello del macaco nell'Homo sapiens si osserva l'aumento del numero degli strati di neuroni nella corteccia, con un enorme aumento della massa cerebrale nei lobi frontali, temporali, parietali e occipitali, che passa da 500 ml a 2000-2500 ml.
Inoltre esiste un enorme aumento del numero dei neuroni fusiformi, molto veloci, che provvedono ad una rapida integrazione tra le varie aree cerebrali, portando un riassunto di tutta l'informazione verso l'area 10 di Brodmann.

## Geni che controllano lo sviluppo e la funzionalità del sistema nervoso e correlati

### Sequenza HAR1
Il gene HAR1 (da "Human Accelerated Region 1"), è una sequenza di 118 basi nel DNA umano, scoperta nel 2004-2005, che si trova nel cromosoma 20.
Il gene HAR1 non codifica per alcuna proteina nota, ma per un nuovo tipo di RNA (simile all'RNA messaggero). HAR1 è il primo esempio noto di sequenza codificante l'RNA dove si è avuta una selezione positiva. Il gene HAR1 viene espresso durante lo sviluppo embrionale e produce una migrazione neuronale indispensabile allo sviluppo di un cervello veramente umano. Alcuni sostengono che la sua velocissima evoluzione nell'essere umano (il pollo e lo scimpanzé differiscono per due basi, l'uomo e lo scimpanzé per 18 basi) contrasti con la teoria dell'evoluzione.

### Sequenza ARHGAP11B
È un gene specifico umano, responsabile dell'espansione fisica della neocorteccia cerebrale. La duplicazione del gene che ha creato ARHGAP11B è sorta sulla linea evolutiva umana dopo la divergenza dallo scimpanzé, ritrovato anche nei resti uomo di Neanderthal che Denisova.

### Sequenza ASPM
Nel corso dell'evoluzione umana, a partire da un progenitore comune con le grandi scimmie (bonobo, gorilla, macaco e scimpanzé) la principale differenza che si nota è lo sviluppo di un cervello tre volte maggiore, come dimensioni relative in rapporto al peso del resto dell'organismo.
In persone affette da microcefalia, si notano alterazioni del gene ASPM (nel cromosoma 1), che portano a dimensioni ridotte del cervello, fino al 30% rispetto a quello normale. ASPM si coordina con altri tre geni (MCPH1, CD-K5RAP2 e CENPJ) che sviluppano selettivamente determinate aree cerebrali. Ricercatori dell'Università di Chicago e dell'Università del Michigan hanno dimostrato diversi scatti di cambiamento nel corso dell'evoluzione dei primati.

### Sequenza LIS1
In persone affette da lissencefalia, si notano alterazioni del gene LIS1 (cromosoma 17), oppure del gene per la relina (cromosoma 7), due condizioni diverse che portano al cosiddetto cervello "liscio", ossia nelle settimane di gestazione dalla 12ª alla 24ª non si formano i solchi e le circonvoluzioni della corteccia cerebrale, con una grande riduzione della superficie esterna cerebrale, che si accompagna a profonde alterazioni istologiche negli strati della corteccia ed a grave ritardo mentale, se non al decesso del neonato.
Questo gene non dovrebbe figurare in questo elenco, perché anche le scimmie sono dotate di questo gene, ma nell'essere umano è sovra-espresso e lievemente diverso.

### Sequenza WNK1
Il gene WNK1 (noto anche come HAR5, presente nel braccio corto del cromosoma 12) codifica per un enzima, una chinasi del rene, che permette una migliore eliminazione del potassio da parte del rene, e allo stesso tempo, per meccanismi correlati al potenziale di membrana del neurone, consente una maggiore sensibilità e accuratezza di localizzazione da parte dei nervi sensitivi. Questo enzima, migliorando il "feed back" sensitivo, può avere contribuito ad aumentare la perizia nella fabbricazione di attrezzature, oggetti, vestiti, armi, ecc. Inoltre può aver favorito la destrezza nell'andatura, nella caccia, nella lotta e la grazia nella danza.

## Regolazione della divisione cellulare

### Sequenza MAD1L1
La sequenza MAD1L1 (nel cromosoma 7), nota anche come "Mad1" (oppure come HAR3, per il suo accelerato tasso di cambiamento rispetto al DNA delle scimmie) agisce su proteine che permettono una più ordinata divisione del fuso mitotico, permettendo un minor tasso di errori nella divisione cellulare, dunque una migliore efficienza delle mitosi e delle meiosi, minore quantità di cellule da mandare in apoptosi ed infine una maggiore durata della vita, con meno tumori e in migliore salute.

### Sequenza WWOX
La sequenza WWOX interviene nella cascata del Tumor necrosis factor, favorendo la morte cellulare programmata (apoptosi) delle cellule tumorali o di altre cellule molto danneggiate. Classificata anche come HAR6. Le versioni alterate spesso diventano degli oncogeni.

## Laringe e viso

### Sequenza FOXP2
Nel 2001 venne osservato all'Università di Oxford che persone con mutazioni del gene FOXP2 (un'altra sequenza genetica nel cromosoma 7 a cambiamento accelerato rispetto ai primati) sono incapaci di fare movimenti facciali fini e ad alta velocità che sono tipici del linguaggio umano. Questi pazienti mantengono inalterata la capacità di comprendere il linguaggio, dunque il deficit è puramente nervoso-motorio, nella fase di estrinsecazione del linguaggio. La mutazione del gene FOXP2 è condivisa dall'Homo sapiens e dall'uomo di Neanderthal, ed in base a reperti paleontologici e ai dati di deriva genetica si può calcolare che questa mutazione sia avvenuta circa 500.000 anni fa. Dunque non è la sola ragione del grande sviluppo linguistico e in seguito culturale che porta all'Homo sapiens.
Questo gene esiste anche nel topo (Mus musculus). Nei topi con mutazioni deleterie di questo gene, si ha la perdita della capacità di produrre richiami ad ultrasuoni.

## Geni coinvolti nello sviluppo del polso, della mano, del piede e della deambulazione

### Sequenza HACNS1
La sequenza HACNS1 (nota anche come HAR2), è un introne (che agisce come potenziatore genico) presente nel cromosoma 2, e costituisce il secondo sito genomico con la più accelerata velocità di cambiamento rispetto a quella nei primati non umani. Induce lo sviluppo dei muscoli nell'eminenza tenar (muscolo opponente del pollice), che consente di afferrare e manipolare oggetti anche molto piccoli, oltre a quella grande e complessa quantità di ossicini, muscoli e tendini, presenti tra la mano e l'avambraccio, che dona alla mano una grande quantità di gradi di libertà, oltre ad una buona precisione nei movimenti.
La sua azione di "potenziatore genico" si esplica anche nei confronti della giunzione tra piede e gamba, dove però si è verificata una diminuzione dei gradi di libertà di movimento, che vede il forte sviluppo delle ossa del calcaneo e dell'astragalo, del tendine di Achille e dei muscoli poplitei, in funzione di una migliore efficienza e facilità della deambulazione su due piedi.

## Geni coinvolti nell'alimentazione

### Sequenza AMY1A
Il gene AMY1A (nel cromosoma 1) codifica per un enzima, l'amilasi salivare, che permette una migliore digestione dell'amido, cominciando immediatamente nel cavo orale. Si ipotizza l'aumento della sua prevalenza nelle popolazioni che cominciarono a praticare l'agricoltura (avena, farro, frumento, mais, patate, riso, segale, ecc.), e che in questo modo riuscirono a sfruttare meglio non soltanto la terra arata, ma anche gli specifici alimenti (graminacee, tuberi) che essa produceva.
I carboidrati sono una risorsa ricca di energia, si trovano anche nella frutta, ma in molte regioni a clima secco o molto freddo la frutta non cresce per un lungo periodo dell'anno. Si pensa che l'amilasi abbia giocato un ruolo chiave nell'evoluzione umana, fornendo un'alternativa che grazie all'agricoltura ha permesso l'aumento della popolazione in alcuni territori. Anche i roditori presentano la duplicazione del gene dell'amilasi pancreatica. I livelli di amilasi salivare negli umani sono da 6 a 8 volte maggiori rispetto a quelli degli scimpanzé, che mangiano per lo più frutta e pochi alimenti ricchi di amido.

### Sequenza LCT
Il gene LCT (nel cromosoma 2) codifica per l'enzima lattasi che nel latte scinde il disaccaride lattosio nelle sue due componenti galattosio e glucosio. Nell'adulto persiste in popolazioni che storicamente si sono dedicate alla pastorizia (Africa ed Europa), che consumavano latte e formaggio, ed è carente tra gli orientali ed i nativi-americani, che hanno un'alimentazione tradizionale a base di riso e di pesce, oppure di mais.

## Geni "involutivi" che favorirebbero l'Alzheimer?
L'analisi dei risultati dell'analisi comparativa dei genomi degli umani e dello scimpanzé potrebbero aiutare a capire alcune malattie dell'essere umano. Nell'umano si perde la funzionalità del gene della caspasi-12, che in altri primati codifica per un enzima che potrebbe proteggere contro la malattia di Alzheimer. Nella rivista Nature (1 Sett. del 2005), un articolo dello Chimpanzee Sequencing and Analysis Consortium, mostra che circa il 24% del genoma dello scimpanzé non si allinea con il genoma umano. Esiste un 3% di ulteriori gap nell'allineamento, 1,23% di differenze SNP, e un 2,7% di variazioni nel numero di copie di un determinato gene che totalizzano almeno un 30% di differenze tra i genomi di Pan troglodytes e Homo sapiens.

### Fonti
Questo articolo si basa in parte sull'articolo Che cosa ci rende umani, scritto da Katherine S. Pollard per la rivista Le Scienze dell'agosto 2009.